# 假香膏菌属
假香膏菌属（学名：Diehliomyces）是散囊菌目下的一个属。科的地位未定。

## 下属物种
本属包括以下物种：
- 微孢假香膏菌 Diehliomyces microsporus (Diehl & E.B.Lambert) Gilkey